# Temporada da NBA de 1964–65
A temporada da NBA de 1964-65 foi a 19ª temporada da National Basketball Association. Ela foi encerrada com o Boston Celtics conquistando o campeonato da NBA após derrotar o Los Angeles Lakers por 4-1 nas finais da NBA.

## Temporada regular

### Divisão Leste
| Time               | V  | D  | %    | JA |
| ------------------ | -- | -- | ---- | -- |
| Boston Celtics C   | 62 | 18 | .775 | -  |
| Cincinnati Royals  | 48 | 32 | .600 | 14 |
| Philadelphia 76ers | 40 | 40 | .500 | 22 |
| New York Knicks    | 31 | 49 | .388 | 31 |

### Divisão Oeste
| Time                   | V  | D  | %    | JA |
| ---------------------- | -- | -- | ---- | -- |
| Los Angeles Lakers     | 49 | 31 | .613 | -  |
| St. Louis Hawks        | 45 | 35 | .563 | 4  |
| Baltimore Bullets      | 37 | 43 | .463 | 12 |
| Detroit Pistons        | 31 | 49 | .388 | 18 |
| San Francisco Warriors | 17 | 63 | .213 | 32 |

C - Campeão da NBA

## Líderes das estatísticas
| Categoria        | Jogador          | Time                                      | Est.  |
| ---------------- | ---------------- | ----------------------------------------- | ----- |
| Pontos           | Wilt Chamberlain | San Francisco Warriors/Philadelphia 76ers | 2,534 |
| Rebotes          | Bill Russell     | Boston Celtics                            | 1,878 |
| Assistências     | Oscar Robertson  | Cincinnati Royals                         | 861   |
| Arremessos (%)   | Wilt Chamberlain | San Francisco Warriors/Philadelphia 76ers | .510  |
| Tiros livres (%) | Larry Costello   | Philadelphia 76ers                        | .877  |

## Prêmios
- Jogador Mais Valioso: Bill Russell, Boston Celtics
- Revelação do Ano: Willis Reed, New York Knicks
- Técnico do Ano: Red Auerbach, Boston Celtics

- All-NBA Primeiro Time:
  - Elgin Baylor, Los Angeles Lakers
  - Oscar Robertson, Cincinnati Royals
  - Jerry West, Los Angeles Lakers
  - Bill Russell, Boston Celtics
  - Jerry Lucas, Cincinnati Royals

- All-NBA Time Revelação:
  - Jim Barnes, New York Knicks
  - Willis Reed, New York Knicks
  - Wali Jones, Baltimore Bullets
  - Howard Komives, New York Knicks
  - Joe Caldwell, Detroit Pistons
  - Lucious Jackson, Philadelphia 76ers